# Das
 For alternative betydninger, se das (flertydig). (Se også artikler, som begynder med das)
Et das eller lokum (hhv. af tysk das (Haus) og latin locus – sted) er betegnelsen for en bygning med det formål, at mennesker kan træde af på naturens vegne, for at komme af med afføring og urin, og kunne gøre det i ly for vejr og vind samt nysgerrige blikke. Forskellen på et das og et toilet er, at et toilet benytter vand til at skylle affaldsstofferne væk. Der findes mange kælenavne for dasset, de fleste er synonyme med dassets arkitektoniske udformning; alt fra det folkelige det lille hus over latrin til det vulgære skideskur og hemmeligheden. I områder uden kloakering er dasset udbredt som fx i den tredje verden. I middelalderen var der på borge og slotte der havde en voldgrav omkring bygningen almindeligt med et hængende udvendigt lokum, der kaldtes Hemmeligheden. Her forrettede man sin nødtørft - i et lille rum med en træplade med hul i, afføringen faldt så ned i voldgraven. Vandet i voldgraven var derfor meget uhumsk, og fyldt med coli bakterier. En borg eller slot havde en indre brønd indenfor borgmuren, men ofte var der ikke mere end 1 meter jord mellem voldgraven med det beskidte vand, og så brønden. Ved angreb på borgen var det meget uheldigt hvis soldater blev såret og faldt i det beskidte vand, ofte blev de så syge at de døde bagefter. 
I romerriget, der var en stat der eksisterede omkring Middelhavet, fra år 600 før Kristus til ca år 500 efter Kristus, var det standard at have toiletter / das med rindende vand som blev ført væk i kloakerne.
I middelalderen viderførte de katolske munke i klostrene den viden at der skulle være rindende vand til brønden, men også til at få fjernet afføringen. 
I middelalderen og helt op til moderne tid, dvs. begyndelsen af det 19 århundrede, glemte man i Europa helt det med at have kloaker, der først blev indført igen i de store byer fra det 19 århundrede.

## Design og konstruktion
Dasset findes i utallige udgaver alt efter beliggenhed og ønske om bekvemmelighed. De mest enkle findes, hvor der er jord til rådighed, som på landet, hvor der graves et stort hul, hvor dasset placeres over. Når hullet er fyldt op flyttes dasset over et nyt hul og det gamle dækkes til. Alternativt kan der være stillet en spand under hullet, som efter behov tømmes ud over kartoffelbedet (eller nutildags hellere blomsterbedet) eller nedgraves på et passende sted.
Selve dasset kan være mere eller mindre bekvemt indrettet, de mest enkle har blot et hul i gulvet, hvor der skal siddes på hug over under aftrædelse, et såkaldt 'pedallokum'. Mere bekvemme das har i en planke over hullet, hvor der kan siddes med bagdelen ud over. De mest bekvemme er indrettet med en bænk, der afskærmer tilgangen til hullet i gulvet helt, og hvor et låg skal tages af før ærindet.
Das på landet er som regel af træ eller blik, så de er til at flytte rundt på. Das i byer kan af gode grunde ikke flyttes rundt på, og kan derfor også være opført i mere bastante materialer.

## Rullende das
Brugen af das i tog er stadig udbredt mange steder i verden som tidligere i Danmark. Selv om der kan være rindende vand i et tog, så benytter man stadig mange steder togvogne med das, hvor afføring og urin ledes ud på sporlegemet gennem et rør. I tog i mange vestlige lande er dasset erstattet af vakuumtoiletter.

## Billedgalleri
- 'Almindeligt' lokum
- Luxuslokum
- Pedallokum
- To-etagers lokum
- Lokum med udsigt?
- Lokum med udsigt
- Dobbelt lokum
- Tjekkisk lokum, med knallertkørsel forbudt